# 斜帶擬劍尾魚
斜帶擬劍尾魚，為輻鰭魚綱鯉齒目鯉齒亞目花鳉科的其中一種，分布於中美洲瓜地馬拉Usumacinta河流域，體長可達6.2公分，屬肉食性，生活習性不明。